# Edward D. Hays

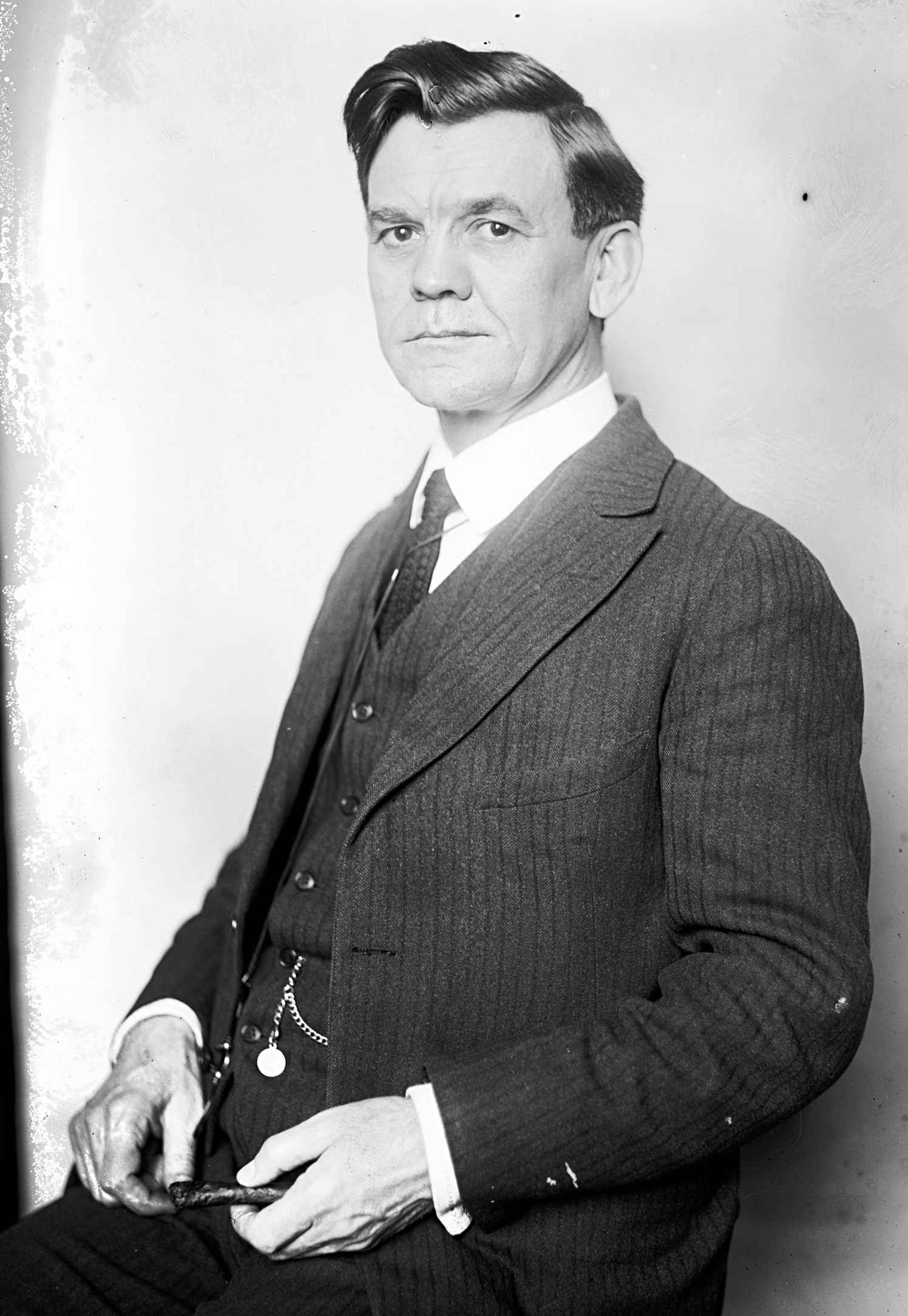
Edward D. Hays

Edward Dixon Hays (* 28. April 1872 bei Oak Ridge, Cape Girardeau County, Missouri; † 25. Juli 1941 in Bethesda, Maryland) war ein US-amerikanischer Politiker. Zwischen 1919 und 1923 vertrat er den Bundesstaat Missouri im US-Repräsentantenhaus.

## Werdegang
Edward Hays besuchte die öffentlichen Schulen seiner Heimat einschließlich der Oak Ridge High School, die er im Jahr 1889 absolvierte. Danach studierte er bis 1893 an der Cape Girardeau State Normal School. Die folgenden zwei Jahre arbeitete er als Lehrer. Im Jahr 1895 zog Hays nach Jackson; nach einem Jurastudium und seiner 1896 erfolgten Zulassung als Rechtsanwalt begann er dort in seinem neuen Beruf zu arbeiten. Gleichzeitig schlug er als Mitglied der Republikanischen Partei eine politische Laufbahn ein. Zwischen 1903 und 1907 war er Bürgermeister seiner neuen Heimatstadt Jackson. Von 1907 bis 1918 arbeitete Hays als Nachlassrichter im Cape Girardeau County. Im Jahr 1916 kandidierte er erfolglos für den Posten eines Bezirksrichters. Seit 1916 lebte er in Cape Girardeau.
Bei den  Kongresswahlen des Jahres 1918 wurde Hays im 14. Wahlbezirk von Missouri in das US-Repräsentantenhaus in Washington, D.C. gewählt, wo er am 4. März 1919 die Nachfolge von Joseph J. Russell antrat. Nach einer Wiederwahl konnte er bis zum 3. März 1923 zwei Legislaturperioden im Kongress absolvieren. In dieser Zeit wurden der 18. und der 19. Verfassungszusatz ratifiziert. Dabei ging es um das Verbot des Handels mit alkoholischen Getränken und die bundesweite Einführung des Frauenwahlrechts.
Im Jahr 1922 unterlag Hays dem Demokraten James F. Fulbright. Nach seinem Ausscheiden aus dem US-Repräsentantenhaus praktizierte er zunächst wieder als Anwalt in Cape Girardeau. In den Jahren 1923 bis 1925 arbeitete er als Jurist für das Bundesjustizministerium; von 1925 bis 1933 war er in gleicher Funktion für die Interstate Commerce Commission tätig. In der Folge praktizierte er in der Bundeshauptstadt Washington als Rechtsanwalt. In dieser Zeit lebte er im benachbarten Bethesda, wo er am 25. Juli 1941 verstarb.